# Channing (Texas)
Channing es una ciudad ubicada en el condado de Hartley en el estado estadounidense de Texas. En el Censo de 2010 tenía una población de 363 habitantes y una densidad poblacional de 141,29 personas por km².

## Geografía
Channing se encuentra ubicada en las coordenadas 35°40′55″N 102°19′56″O / 35.68194, -102.33222. Según la Oficina del Censo de los Estados Unidos, Channing tiene una superficie total de 2.57 km², de la cual 2.57 km² corresponden a tierra firme y (0%) 0 km² es agua.

## Demografía
Según el censo de 2010, había 363 personas residiendo en Channing. La densidad de población era de 141,29 hab./km². De los 363 habitantes, Channing estaba compuesto por el 92.01% blancos, el 0% eran afroamericanos, el 0.55% eran amerindios, el 1.65% eran asiáticos, el 0% eran isleños del Pacífico, el 4.41% eran de otras razas y el 1.38% pertenecían a dos o más razas. Del total de la población el 11.85% eran hispanos o latinos de cualquier raza.